# Bermuda Dunes Country Club
De Bermuda Dunes Country Club is een countryclub in de Verenigde Staten. De club werd opgericht in 1959 en bevindt zich in Bermuda Dunes, Californië. De club beschikt over drie 9-holes golfbanen met een par van 72 en werden allemaal ontworpen door de golfbaanarchitect Billy Bell.
De drie aparte 9 holesbaan kan omgevormd worden tot drie 18 holesbanen met een par van 72. Mede door de omvorming kon de club 49 jaar lang de Bob Hope Classic ontvangen. 

## Golftoernooien
- Bob Hope Classic: 1960-2007 & 2009